# 黃百鳴
黃百鳴，MH（1946年4月8日—），原名黃栢鳴，香港電影導演、編劇、監製和演員，亦曾任填詞人及作曲人。育有一子黃子桓和一女黃漪鈞。「黃百鳴」一藝名是他加入電影界後改的，寓意百花齊放。
黃百鳴於是著名的電影製作人之一，1980年代是新藝城影業有限公司主席，1991至1993年再成立東方電影發行有限公司。其出品電影很多都破了香港電影票房紀錄，包括《最佳拍檔》、《開心鬼》、《家有囍事》等等。之後在2009年，和兒子黃子桓創立天馬電影有限公司。

## 生平

### 早年生活
黃百鳴在香港島上環皇后大道西17號的唐樓（現已拆卸）出生及長大，祖籍是廣東省鶴山市古勞鎮上升村，下有五名弟妹。1957年畢業於孔教學院大成學校（與已故亞洲電視新聞部總監梁儒盛為同學，二年級時曾獲勤學獎），其後升讀當時位於堅道128號、現已停辦的聖約翰英文書院，由中學時已參與話劇活動。其父親本來在黃就讀小學時期經營布匹商舖，不過後來生意失敗，以致家道中落。結果由母親供讀他完成中學課程。17歲中學夜校畢業後，黃到印度洋行任職初級文員，再於二十四歲獲聘為另一間洋行的經理，負責買辦事務。因他以主管身份收取貨商的佣金再作分配，所以可以得到過萬月薪。除了早上的正職外，黃應徵其時位於北角電氣道的綠邨電台分部晚間播音員一職，聲演天空小說。至1967年暴動引致電台停止運作，他於晚上與友人組織「青藝業餘話劇社」，曾在香港大會堂作公開演出。
黃百鳴於前後花了十年時間於舞台劇表演；由1968年至1979年離開之前改編過不少西方名著。不久獲北角街坊福利會邀請於北角街坊會陳樹渠大會堂舉辦暑期話劇訓練班，學生有學校校長、電視台編導以及藝人如廖安麗、高志森和龍天生。其中高志森自十五歲起跟隨他學習如何製作及演出舞台劇，又伙拍他製成多齣知名電影作品。1970年代香港電視正處於黃金時期，黃被時任電視台劇集編導兼舞台劇伙伴的梁天邀請去客串無綫電視劇集的演員。當時是用本名黃栢鳴一名。他參演過之劇集有《民間傳奇》故事《四進士》、《殺狗記》等。亦曾為無綫電視撰寫1976年劇集《黃飛鴻》的劇本。當年他仍在告羅士打大廈的洋行，即第二間入職的公司打工。

### 投身電影界
黃百鳴在1978年完成首部電影作品《漩渦》的拍攝工作，卻由於不了解電影的後續製作過程而賠本，並把製作公司解散。同時決定辭去洋行經理一職，全力於往後一年內在嘉寶電影公司從事一年多的幕後崗位，包括當場記、搬道具、編劇、製片、副導演等等。花了一段時間明白電影製作流程，黃百鳴在1979年與麥嘉和石天成立奮鬥影業（後改組為新藝城影業有限公司），自己持有9%的股權且主管宣傳部。其一般以喜劇作定位，早在1982年拍攝的《最佳拍檔》便大受歡迎，票房達二千七百萬港幣，遠超同期上映的《少林寺》、《龍少爺》及《十八般武藝》，為迄今香港最高入場人次的港產片。其後的代表作《小生怕怕》、《開心鬼》系列、《恭喜發財》等等，在上畫時都錄得逾千萬票房。在港產片風氣興盛之年代，新藝城成為了港產片最具代表性的公司之一。
1990年，麥嘉與石天認為香港電影業的發展已達頂峰，即將面臨黑暗時期。黃百鳴則認為可以繼續發展。最後在意見不合下解散新藝城。麥嘉也於1991年退股。黃百鳴其後另尋夥伴合組公司。初時他於1991年與羅傑承合組永高電影。礙於合作不愉快，使黃再於翌年成立東方電影發行有限公司，1993年開業。東方電影甫成立一兩年，黃再創票房紀錄；由其監製的1992年賀歲電影《家有囍事》取得了四千九百萬票房，再破歷來港產片的票房紀錄。而五年後拍成的續集《97家有喜事》也取得了四千萬的票房紀錄。
儘管自1990年代末期港產片受盜版問題所困以致市道不景氣，黃百鳴仍然不時有電影出品如《家有喜事2009》。2009年1月6日，黃百鳴辭退由他於2001年集資上市的東方娛樂（中國東方實業集團(0009.HK)前身）董事會主席，但留任執行董事。鑑於處理更多電影工業的私人檔期問題，2009年8月18日正式退出董事會執行董事職務。在2010年，黄百鸣創立天马电影，拍摄《叶问》、《開心魔法》等卖座电影。後由執行董事轉任主席，於2014年拓展電影院市場，以「Cinema City」作為品牌創立多間電影院。直至2017年將天馬影視賣盤。基於他對電影界的貢獻，他於2015年獲香港特別行政區政府頒授榮譽勳章。
黃百鳴在電影界發展多年，對拍攝賀歲片有情意結的原因來自小時候父親帶他到戲院觀看黑白畫面的賀歲片，令他印象深刻。在2020年，由於籌備時間緊迫、沒有太多時間找來導演溝通，加上自己有意再執電影筒，便於相隔多年後執導《家有囍事2020》。另外，他在2003年曾為明愛華德中書院擔任課程顧問。
不少演員和導演都曾因接拍黃百鳴有份參與製作的電影而走紅，計有演員：劉敏儀、陳星、吳浣儀、泰山、陳曼娜、張艾嘉、胡大為、羅明珠、許冠傑、樓南光、王青、曹達華、麥嘉、馮寶寶、顧嘉煇、徐克、曹查理、黎宣、梁珊、張學友、林穎嫻、李麗珍、鄭文雅、倪淑君、袁潔瑩、林姍姍、閆妮、陳令智、譚詠麟、石天、王青、杜麗莎、谷德昭、曾志偉、潘宏彬、古天樂、馮永、吳千語、李家鼎、李香琴、吳尊、泰迪羅賓、倉田保昭、林子祥、高志森、張國榮、鄭丹瑞、余子明、毛舜筠、劉兆銘、鍾楚紅、周星馳、鄭裕玲、吳京、周潤發、陳立品、葉夏利、陳潔靈、張國華、黃坤玄、甄子丹、熊黛林等，而導演則有高志森、張堅庭、鄭則仕等等。
除了電影事業，黃百鳴亦有涉足香港粵語流行音樂。他曾為填詞人，填詞作品大多為其有份出品、編劇、監製或主演的香港電影之歌曲，包括譚詠麟《小生怕怕》、《創造命運》、《恭喜發財》、《少爺威威》，杜麗莎《開心鬼》，開心少女組《開心鬼放暑假》，張學友《人人望放假》等，更曾為部分電影歌曲作曲乃至包辦曲詞。黃百鳴亦雅好演唱，曾於其有份主演的1992年香港電影《家有囍事》中與劇中主演包括吳君如、周星馳、關海山及李香琴，翻唱1990年由蔣志光及韋綺珊合唱的粵語流行曲《相逢何必曾相識》。2017年，黃百鳴曾亮相無綫電視懷舊音樂節目《流行經典50強》翻唱披頭四樂隊1963年單曲《I Saw Her Standing There》。2020年，黃百鳴參與無綫電視懷舊音樂節目《流行經典50年》，先後與主持之一薛家燕翻唱1962年由麥炳榮及鳳凰女合唱的粵劇《鳳閣恩仇未了情》之主題曲《胡地蠻歌》，以及獨自翻唱由杜麗莎原唱、並由黃百鳴填詞的1984年香港電影《開心鬼》同名主題曲。
2024年10月3日，黃百鳴於私人場合翻唱由香港男歌手張天賦原唱的2021年單曲《記憶棉》的片段在網上廣為流傳，並獲網民大讚其融入了演唱粵曲的獨特唱腔，也重提他在《家有囍事》中翻唱《相逢何必曾相識》的片段。

### 刑事訴訟
2025年2月，證監會入稟東區裁判法院，指控身兼主席和控股股東的黃百鳴於2017年涉嫌慫使或促致另一人對天馬影視進行股份交易，構成內幕交易。

## 政治立場
在2012年香港行政長官選舉中，黃百鳴為選舉委員會的成員。他在投票前突然改變立場，由公開支持唐英年，改為公開支持梁振英。
2014年1月中，黃百鳴宣佈將其賀歲片《六福喜事》在28日舉行之首映收益捐出，作為為親建制派組織幫港出聲籌款的一部份，理由是其認同該組織反對佔領中環和支持政改諮詢之立場，共籌得80萬港元。然而，他拒絕承認自己是幫港出聲成員。翌日，《文匯報》以「政商演藝界籌款反「佔中」」為題報導此事。有網民因此不滿，發起罷看行動。及後《蘋果日報》報導民建聯中西區區議員陳學鋒之辦事處通告舉辦了「電影戲票贈弱勢社群」活動中，所派發的正是《六福喜事》之首映戲票。當時多家戲院第一排的座位皆出現空凳之情況，黃百鳴因此事而被指有利用議員辦事處之公帑去資助政治組織之嫌。

## 獎項
黃百鳴從影38年以來，首次在2009年第28屆香港電影金像獎，憑《葉問》奪得最佳電影。

## 作品

### 電視劇

#### 無綫電視
- 1973年：《煙雨濛濛》 飾 魯仲連
- 1974年：《民間傳奇》‧ 醉打金枝 飾 四子
- 1975年：《民間傳奇》‧ 敗節樓 飾 張壽臣
- 1975年：《民間傳奇》‧ 殺狗記 飾 柳隆卿
- 1975年：《民間傳奇》‧ 三看御妹 飾 朝官
- 1975年：《民間傳奇》‧ 四進士 飾 劉題
- 1975年：《民間傳奇》‧ 鏡花緣之女兒國 飾 村婦
- 1975年：《民間傳奇》‧ 碧玉簪 飾 顧文友
- 1975年：《民間傳奇》‧ 荊釵記 飾 王仕弘

#### 佳藝電視
- 1976年：《隋唐風雲》 飾 李密
- 1977年：《碧血劍》 飾 史秉文

### 電影

#### 1970年代
| 年份     | 片名           | 角色 | 合作                         | 備註 |
| 1970年代 |                |      |                              |      |
| 1978年   | 漩渦           |      | 林建明、趙雅芝、黃元申、劉丹 |      |
| 1979年   | 新貼錯門神     |      |                              |      |
| 1979年   | 著錯草鞋走錯路 |      |                              |      |

#### 1980年代
| 年份     | 片名             | 角色          | 合作                                                                | 備註      |
| 1980年代 |                  |               |                                                                     |           |
| 1980年   | 瘋狂大老千       |               |                                                                     |           |
| 1980年   | 滑稽時代         |               |                                                                     |           |
| 1981年   | 追女仔           | 汽車銷售員    |                                                                     |           |
| 1981年   | 歡樂神仙窩       |               |                                                                     |           |
| 1981年   | 鬼馬智多星       |               |                                                                     |           |
| 1981年   | 不准掉頭         |               |                                                                     |           |
| 1982年   | 最佳拍檔         | 神父          | 許冠傑、麥嘉、張艾嘉                                                | 客串      |
| 1982年   | 小生怕怕         | 朱錦春        | 譚詠麟、鄭文雅、曾志偉、姜大衛、王青                                | 台:朱斑純 |
| 1983年   | 少爺威威         | 總編輯        | 譚詠麟、鄭文雅                                                      |           |
| 1983年   | 專撬牆腳         | 黃一春        | 石天、曾志偉                                                        |           |
| 1983年   | 最佳拍檔大顯神通 | 神父          | 許冠傑、麥嘉、張艾嘉                                                | 客串      |
| 1984年   | 靈氣逼人         | Hansom Wong   | 周潤發、葉蒨文、麥潔文、黃錦燊                                      |           |
| 1984年   | 開心鬼           | 朱錦春        | 李麗珍、羅明珠、林珊珊、杜麗莎                                      |           |
| 1985年   | 開心樂園         | 大砲王        | 杜麗莎、李麗珍、羅美薇、袁潔瑩 陳加玲、柏安妮、羅明珠、鄭浩南       | 台:王大炮 |
| 1985年   | 恭喜發財         |               |                                                                     |           |
| 1985年   | 開心鬼放暑假     | 康森貴/朱錦春 | 羅美薇、袁潔瑩、陳加玲、傅明憲 珍嘉麗、陳曼娜、黃錦燊               |           |
| 1986年   | 開心鬼撞鬼       | 康森貴/朱錦春 | 張曼玉、袁潔瑩、陳加玲、林穎嫻 何佩兒、陳曼娜、左燕翎、潘宏彬、王青 |           |
| 1986年   | 英雄正傳         | 神父          |                                                                     |           |
| 1986年   | 天靈靈·地靈靈    | 康有為        |                                                                     |           |
| 1987年   | 七年之癢         | 吳德威        | 張艾嘉、曾志偉、利智、胡楓                                          |           |
| 1987年   | 呷醋大丈夫       | 戴綠寶        | 鍾楚紅、鄭浩南、岑建勳、余慕蓮                                      |           |
| 1988年   | 八星報喜         | 方劍輝        | 馮寶寶、周潤發、鄭裕玲、張學友 袁潔瑩、鍾楚紅、黃坤玄、李香琴       | [ 註 8 ]  |
| 1989年   | 合家歡           | 黃嘉範        | 鄭文雅、許冠文、王祖賢、許冠英 瑪利亞、任達華、梁家輝、黃新         |           |
| 1989年   | 發達秘笈         | 黃尚          | 楊寶玲、李美鳳、鄭文雅、許冠英 盧冠廷、黃秋生、田豐、黃新           |           |

#### 1990年代
| 年份     | 片名                   | 角色   | 合作                                                                         | 備註         |
| 1990年代 |                        |        |                                                                              |              |
| 1990年   | 開心鬼救開心鬼         | 康森貴 | 楊寶玲、胡楓、Beyond、曹查理 黃光亮、余慕蓮、開心少女組                      |              |
| 1990年   | 吉星拱照               | 神父   | 周潤發、張艾嘉                                                               | 客串         |
| 1991年   | 豪門夜宴               | 四十   | 曾志偉、譚詠麟、黃光亮                                                       | 客串         |
| 1991年   | 莎莎嘉嘉站起來         |        |                                                                              |              |
| 1991年   | 千王1991               | 王上千 | 梁朝偉、任達華、葉子媚、泰迪羅賓                                             |              |
| 1991年   | 開心鬼上錯身           | Magic  | 姬絲阿奎諾（Kris Aquino）、郭晉安                                            |              |
| 1991年   | 老豆唔怕多             | 老黃   | 洪金寶、毛舜筠、廖偉雄、譚倩紅 黃貫中、黃光亮、黃一山、葉榮祖                | 台：唬人專家 |
| 1991年   | Beyond日記之莫欺少年窮 |        | Beyond                                                                       |              |
| 1992年   | 家有囍事               | 常滿   | 吳君如、張國榮、毛舜筠、周星馳 張曼玉、關海山、李香琴、陳淑蘭                |              |
| 1993年   | 花田囍事               | 林家聲 | 吳君如、張國榮、關之琳、許冠英 許冠傑、毛舜筠、吳孟達                        |              |
| 1993年   | 水滸笑傳               | 宋江   | 許冠傑、黃光亮、吳志雄                                                       |              |
| 1993年   | 觸目驚心               | John   | 周海媚、任達華                                                               |              |
| 1993年   | 皆大歡喜               | 杜魯志 | 吳耀漢、沈殿霞、林子祥、毛舜筠、吳君如 安德尊、李婉華、胡楓                  |              |
| 1994年   | 大富之家               | 任求富 | 馮寶寶、張國榮、毛舜筠、梁家輝 袁詠儀、劉青雲、鄭裕玲、曹達華 李香琴、關德興 |              |
| 1994年   | 我和春天有個約會       |        |                                                                              |              |
| 1995年   | 狼吻夜驚魂             | 黃百鳴 | 彭丹、王敏德、倪淑君、蔣志光                                                 |              |
| 1995年   | 金玉滿堂               |        |                                                                              |              |
| 1996年   | 正牌香蕉俱樂部         |        |                                                                              |              |
| 1996年   | 大三元                 | 麥警司 |                                                                              |              |
| 1997年   | 97家有囍事             | 老良   | 伍詠薇、周星馳、鍾麗緹、吳鎮宇 吳倩蓮、喬宏                                  |              |
| 1997年   | 最佳拍檔之醉街拍檔     | 警司   | 譚詠麟、梁朝偉、鍾麗緹、朱潔儀、吳鎮宇                                       |              |
| 1998年   | 九星報喜               | 馬麟大 |                                                                              |              |
| 1998年   | 陰陽路4之與鬼同行      | 黃先生 | 湯寶如                                                                       |              |
| 1999年   | 怪談之魔鏡             |        |                                                                              |              |
| 1999年   | 愛情夢幻號             | Jack   |                                                                              |              |

#### 2000年代
| 年份     | 片名              | 角色   | 合作                           | 備註 |
| 2000年代 |                   |        |                                |      |
| 2000年   | 大贏家            | 神父   |                                |      |
| 2000年   | 跑馬地的月光      |        | 張智霖、佘詩曼                 |      |
| 2007年   | 女人本色          |        |                                |      |
| 2008年   | 六樓后座2家屬謝禮 | 黃百鳴 |                                |      |
| 2009年   | 家有囍事2009      | L      | 古天樂、吳君如、鄭中基、李香琴 |      |

#### 2010年代
| 年份     | 片名         | 角色                                            | 合作                                                                 | 備註 |
| 2010年代 |              |                                                 |                                                                      |      |
| 2010年   | 花田囍事2010 | 黃百萬                                          | 古天樂、吳君如、鄭中基、熊黛林、Angelababy、李香琴                   |      |
| 2011年   | 最强囍事     | 陳奇俠                                          | 古天樂、杜汶澤、甄子丹、閆妮、熊黛林、劉嘉玲、張栢芝                 |      |
| 2011年   | 開心魔法     | 康森貴                                          | 古天樂、吳尊、吳京、閆妮、吳千語                                     |      |
| 2012年   | 八星抱喜     | 陳李張 朱玉剛                                   | 古天樂、杜汶澤、吳君如、甄子丹、陳慧琳、熊黛林、楊幂                 |      |
| 2012年   | 男人如衣服   | Hugo                                            | 吳千語、林峯、熊黛林、鄭中基、毛舜筠                                 |      |
| 2013年   | 百星酒店     | 陳可新                                          | 吳千語、杜汶澤、熊黛林、鄭中基、毛舜筠、吳君如、薛凱琪、葛民輝       |      |
| 2014年   | 金雞SSS      | 男妓                                            | 吳君如、張家輝、陳奕迅、王菀之                                       | 客串 |
| 2014年   | 六福喜事     | 雷鳴                                            | 曾志偉、吳君如、吳千語、林峯、熊黛林、鄭中基、毛舜筠、林德信、薛凱琪 |      |
| 2015年   | 浮華宴       | 工廠管工 「明」店經理 邵世金 酒保 女秘書 紋身男 | 古天乐、張 翰、曾志伟、林家栋、毛舜筠、柳 岩、周秀娜、吴千语         |      |

#### 2020年代
| 年份     | 片名             | 角色   | 合作                                                                                 | 備註 |
| 2020年代 |                  |        |                                                                                      |      |
| 2020年   | 《家有囍事2020》 | 游永富 | 黃百鳴、張智霖、羅家英、周秀娜、譚耀文、陳靜、張繼聰、苑瓊丹、陳淑蘭、栢天男、吳千語 |      |

### 舞台劇
- 2019年：一代天嬌 飾 薛覺先[40]

### 配音
- 2017年：天使愛芭蕾 聲演 梅隆特
- 2018年：狗仔有喜事 聲演 史納莎卓斯達
- 2019年：魔鏡肥緣 聲演 魔法鏡子[41]
- 2019年：女皇哥基大冒險 聲演 泰臣（Tyson）

### 幕後

#### 1970年代
| 年份     | 片名           | 職務 | 主演 |
| 1970年代 |                |      |      |
| 1978年   | 漩渦           | 編劇 |      |
| 1979年   | 搏命單刀奪命搶 | 編劇 |      |
| 1979年   | 新貼錯門神     | 編劇 |      |
| 1979年   | 著錯草鞋走錯路 | 編劇 |      |
| 1979年   | 無招勝有招     | 編劇 |      |

#### 1980年代
| 年份     | 片名               | 職務                   | 主演                                                            |
| 1980年代 |                    |                        |                                                                 |
| 1980年   | 滑稽時代           | 策劃                   |                                                                 |
| 1980年   | 鹹魚番生           | 策劃、編劇             |                                                                 |
| 1980年   | 瘋狂大老千         | 策劃、編劇             |                                                                 |
| 1981年   | 追女仔             | 策劃、編劇             |                                                                 |
| 1981年   | 再生人             | 策劃                   |                                                                 |
| 1981年   | 不准掉頭           | 策劃、故事             | 林嘉華、廖安麗                                                  |
| 1981年   | 歡樂神仙窩         | 策劃、故事、編劇       | 劉兆銘                                                          |
| 1981年   | 鬼馬智多星         | 製片、策劃、故事、編劇 | 林子祥、麥嘉、泰迪羅賓                                          |
| 1982年   | 彩雲曲             | 策劃                   | 徐杰、莊靜而、吳少剛、劉德華                                    |
| 1982年   | 夜驚魂             | 監製                   | 張艾嘉、鄭則仕、任達華                                          |
| 1982年   | 難兄難弟           | 監製、編劇             | 石天、吳耀漢、鍾楚紅                                            |
| 1982年   | 最佳拍檔           | 策劃、編劇             | 許冠傑、麥嘉、張艾嘉                                            |
| 1982年   | 小生怕怕           | 編劇                   | 譚詠麟、鄭文雅、曾志偉                                          |
| 1983年   | 最佳拍檔大顯神通   | 監製、編劇             | 許冠傑、麥嘉、張艾嘉、倉田保昭                                  |
| 1983年   | 海灘的一天         | 製片                   | 張艾嘉、侯孝賢                                                  |
| 1983年   | 陰陽錯             | 出品人、故事           | 譚詠麟、倪淑君、葉童                                            |
| 1983年   | 我愛夜來香         | 監製、故事、編劇       | 林子祥、林青霞、泰迪羅賓                                        |
| 1983年   | 搭錯車             | 監製、編劇             | 孫越、劉瑞琪、吳少剛                                            |
| 1983年   | 台上台下           | 監製                   |                                                                 |
| 1983年   | 帶劍的小孩         | 監製                   |                                                                 |
| 1983年   | 抓鬼特攻隊         | 監製                   | 陶大偉、方正、張菲                                              |
| 1984年   | 多情種             | 監製                   | 曾志偉、林良蕙、呂良偉                                          |
| 1984年   | 上天救命           | 監製                   | 曾志偉、鍾楚紅、黃韻詩                                          |
| 1984年   | 全家福             | 監製                   | 許冠傑、鄭文雅、石天                                            |
| 1984年   | 最佳拍檔女皇密令   | 出品人、監製、編劇     | 許冠傑、麥嘉、張艾嘉、許冠英                                    |
| 1984年   | 兩隻老虎           | 出品人、監製、編劇     |                                                                 |
| 1984年   | 聖誕快樂           | 出品人                 | 麥嘉、徐小鳳、陳百強、張國榮、李麗珍、梁韻蕊                    |
| 1984年   | 靈氣逼人           | 出品人                 | 黃百鳴、周潤發、葉倩文                                          |
| 1984年   | 鴻運當頭           | 出品人                 |                                                                 |
| 1984年   | 英倫琵琶           | 出品人                 | 林子祥                                                          |
| 1984年   | 神勇雙響炮         | 出品人                 | 吳耀漢、岑建勳、葉德嫻                                          |
| 1984年   | 笑匠               | 策劃、故事、編劇       |                                                                 |
| 1984年   | 開心鬼             | 監製、編劇             | 黃百鳴、羅明珠、李麗珍、林姍姍、杜麗莎、吳少剛                  |
| 1984年   | 少爺威威           | 監製、編劇             |                                                                 |
| 1984年   | 專撬牆腳           | 監製、編劇             |                                                                 |
| 1985年   | 何必有我           | 監製、編劇             | 鄭則士、鄭文雅、周潤發、焦姣、朱江                              |
| 1985年   | 四眼仔             | 出品人、監製、編劇     |                                                                 |
| 1985年   | 恭喜發財           | 出品人、監製、編劇     | 譚詠麟、石天、小彬彬、柏安妮                                    |
| 1985年   | 開心鬼放暑假       | 出品人、監製、編劇     | 黃百鳴、袁潔瑩、羅美薇、孫慧                                    |
| 1985年   | 開心樂園           | 出品人、監製、編劇     | 黃百鳴、杜麗莎、鄭浩南、開心少女組、鄧寄塵                      |
| 1985年   | 愛神一號           | 出品人                 | 鄭浩南、葉蒨文、左燕翎                                          |
| 1985年   | 超級市民           | 出品人                 |                                                                 |
| 1985年   | 為你鍾情           | 監製                   | 張國榮、李麗珍、羅明珠、柏安妮、孟海、黃書麒                    |
| 1986年   | 最佳拍檔千里救差婆 | 出品人                 | 許冠傑、麥嘉、張艾嘉、葉蒨文、喬宏                              |
| 1986年   | 英雄正傳           | 故事、編劇             |                                                                 |
| 1986年   | 天靈靈．地靈靈     | 策劃、編劇             | 柏安妮、陳加玲、鄭浩南                                          |
| 1986年   | 歡樂龍虎榜         | 監製                   | 胡瓜、藍心湄、大島由加里、陶大偉、楊惠姍、方正                  |
| 1986年   | 飛躍羚羊           | 監製                   | 鄭文雅、羅明珠、黎姿、袁潔瑩                                    |
| 1986年   | 開心鬼撞鬼         | 監製、編劇             | 黃百鳴、張曼玉、袁潔瑩、陳加玲                                  |
| 1987年   | 呷醋大丈夫         | 監製、導演、編劇       | 黃百鳴、鍾楚紅、鄭浩南、岑建勳                                  |
| 1987年   | 七年之癢           | 監製、編劇             | 黃百鳴、張艾嘉、曾志偉、利智                                    |
| 1987年   | 心跳一百           | 監製、編劇             | 張曼玉、鄭浩南、羅明珠、呂方                                    |
| 1987年   | 開心勿語           | 監製                   | 曾志偉、梅艷芳、草蜢、柏安妮、陳加玲、袁潔瑩                    |
| 1988年   | 殺之戀             | 監製、故事、編劇       | 張國榮、鍾楚紅、柏安妮                                          |
| 1988年   | 八星報喜           | 監製、編劇             | 黃百鳴、周潤發、張學友、馮寶寶、 鄭裕玲、鍾楚紅、袁潔瑩、黃坤玄 |
| 1989年   | 合家歡             | 出品人、編劇           | 黃百鳴、許冠文、鄭文雅、王祖賢                                  |
| 1989年   | 發達秘笈           | 出品人、監製、編劇     | 黃百鳴、李美鳳、楊寶玲、鄭文雅                                  |
| 1989年   | 阿郎的故事         | 出品人、執行監製       | 周潤發、張艾嘉、黃坤玄、吳孟達                                  |

#### 1990年代
| 年份     | 片名                     | 職務                     | 主演                                                     |
| 1990年代 |                          |                          |                                                          |
| 1990年   | 邊緣歲月                 | 監製、故事               | 狄龍、鄭文雅、袁潔瑩、鄭浩南、張耀揚                     |
| 1990年   | 吉星拱照                 | 出品人                   | 周潤發、張艾嘉、夏雨、Beyond                             |
| 1990年   | 開心鬼救開心鬼           | 出品人                   | 黃百鳴、Beyond、楊寶玲、黃光亮、胡楓、曹查理、開心少女組 |
| 1991年   | 開心鬼上錯身             | 出品人、導演、編劇       | 黃百鳴、姬絲阿奎諾、郭晉安                               |
| 1991年   | 千王1991                 | 出品人、編劇             | 黃百鳴、梁朝偉、任達華、葉子媚                           |
| 1991年   | 老豆唔怕多               | 出品人                   | 黃百鳴、洪金寶、毛舜筠、廖偉雄                           |
| 1991年   | Beyond日記之莫欺少年窮   | 出品人                   | Beyond                                                   |
| 1991年   | 沙灘仔與周師奶           | 出品人                   | 梁朝偉、吳孟達、吳倩蓮、李子雄                           |
| 1991年   | 藍色霹靂火               | 出品人、監製             | 李修賢、梁家輝、鄭文雅                                   |
| 1992年   | 夏日情人                 | 出品人                   | 張堅庭、葉玉卿、莫少聰、李麗珍                           |
| 1992年   | 黃飛鴻笑傳               | 出品人                   | 譚詠麟、梁家輝、任達華、毛舜筠                           |
| 1992年   | 富貴黃金屋               | 出品人                   | 董驃、沈殿霞、陳奕詩、李麗珍                             |
| 1992年   | 踢到寶                   | 出品人                   | 梁朝偉、鄭則仕、鄭柏林、黃秋生                           |
| 1992年   | 現代應召女郎             | 出品人                   | 馮寶寶、劉嘉玲、周慧敏、羅美薇、陳寶蓮                   |
| 1992年   | 家有囍事                 | 出品人、監製、故事       | 黃百鳴、張國榮、周星馳、吳君如、毛舜筠、張曼玉           |
| 1993年   | 再世追魂                 | 出品人、故事             |                                                          |
| 1993年   | 廣東五虎之鐵拳無敵孫中山 | 出品人                   | 譚詠麟、鍾鎮濤、黃秋生、陳法蓉                           |
| 1993年   | 水滸笑傳                 | 出品人                   | 許冠傑、毛舜筠、許冠英、吳孟達                           |
| 1993年   | 白髮魔女傳               | 出品人                   | 林青霞、張國榮、吳鎮宇、呂少玲                           |
| 1993年   | 白髮魔女2                | 出品人                   | 林青霞、張國榮、陳錦鴻、萬綺雯                           |
| 1993年   | 李洛夫奇案               | 出品人                   |                                                          |
| 1993年   | 黃飛鴻對黃飛鴻           | 出品人                   | 譚詠麟、鄭裕玲、毛舜筠、黃秋生                           |
| 1993年   | 兩廂情願                 | 出品人                   |                                                          |
| 1993年   | 花田囍事                 | 出品人、監製、編劇       | 黃百鳴、吳君如、張國榮、關之琳、許冠傑、毛舜筠           |
| 1993年   | 觸目驚心                 | 出品人、監製、編劇       |                                                          |
| 1993年   | 皆大歡喜                 | 監製、編劇               |                                                          |
| 1994年   | 昨夜長風                 | 編劇                     |                                                          |
| 1994年   | 怪俠一枝梅               | 出品人、監製、編劇       | 黃秋生、洪欣、林文龍、黃光亮                             |
| 1994年   | 年年有今日               | 出品人、監製             |                                                          |
| 1994年   | 大富之家                 | 出品人、監製             | 黃百鳴、張國榮、梁家輝、毛舜筠                           |
| 1994年   | 撞板風流                 | 出品人、監製             |                                                          |
| 1994年   | 神探磨轆                 | 出品人                   | 劉青雲                                                   |
| 1994年   | 重金屬                   | 出品人                   |                                                          |
| 1995年   | 我要活下去               | 監製、編劇               | 袁詠儀、張艾嘉                                           |
| 1995年   | 冒牌皇帝                 | 出品人、監製、製片、編劇 | 吳鎮宇、馮寶寶                                           |
| 1995年   | 狼吻夜驚魂               | 出品人、監製、導演、編劇 | 彭丹、王敏德、倪淑君、蔣志光                             |
| 1995年   | 夜半歌聲                 | 出品人、監製、編劇       |                                                          |
| 1995年   | 金玉滿堂                 | 出品人、監製             | 袁詠儀、張國榮、鍾鎮濤、羅家英、趙文卓                   |
| 1995年   | 慈雲山十三太保           | 出品人、監製             | 巫啟賢                                                   |
| 1995年   | 我是一個賊               | 出品人、監製             |                                                          |
| 1995年   | 猛鬼屠房                 | 出品人                   |                                                          |
| 1995年   | 橫紋刀劈扭紋柴           | 出品人                   | 袁詠儀、周華健、沈殿霞                                   |
| 1996年   | 正牌香蕉俱樂部           | 出品人                   |                                                          |
| 1996年   | 大三元                   | 監製                     | 張國榮、劉青雲、袁詠儀、洪欣                             |
| 1997年   | 97家有囍事               | 出品人、監製、編劇       |                                                          |
| 1997年   | 衝上九重天               | 出品人、監製、編劇       |                                                          |
| 1997年   | 最佳拍檔之醉街拍檔       | 出品人、監製、編劇       | 譚詠麟、梁朝偉、鍾麗緹                                   |
| 1997年   | 抱擁朝陽                 | 出品人、監製、編劇       | 林子祥、袁詠儀                                           |
| 1998年   | 非常警察                 | 出品人、監製             |                                                          |
| 1998年   | 九星報喜                 | 出品人、監製             |                                                          |
| 1997年   | 半生緣                   | 出品人                   |                                                          |
| 1998年   | 陰陽路4與鬼同行          | 出品人、執行監製         | 古天樂、孫佳君、雷宇揚、黎耀祥                           |
| 1999年   | 怪談之魔鏡               | 出品人、監製、編劇       |                                                          |
| 1999年   | 愛情夢幻號               | 監製、編劇               | 劉德華                                                   |
| 1999年   | 醫神                     | 監製                     |                                                          |
| 1999年   | 還我情心                 | 出品人                   |                                                          |

#### 2000年代
| 年份     | 片名           | 職務                               | 主演                                           |
| 2000年代 |                |                                    |                                                |
| 2000年   | 大贏家         | 出品人、監製、編劇                 | 謝霆鋒                                         |
| 2000年   | 情陷百樂門     | 出品人、監製                       |                                                |
| 2000年   | 跑馬地的月光   | 出品人、監製                       | 張智霖、佘詩曼                                 |
| 2001年   | 陰陽愛         | 出品人、監製                       | 王傑、李麗珍、張智霖、袁潔瑩、羅明珠、羅蘭     |
| 2001年   | 月滿抱西環     | 出品人、監製                       | 張智霖、佘詩曼                                 |
| 2001年   | 殺科           | 出品人                             |                                                |
| 2001年   | 願望樹         | 出品人                             |                                                |
| 2001年   | 七號差館       | 出品人                             | 許志安、李麗珍、袁潔瑩、雷宇揚、張達明、蘇永康 |
| 2002年   | 風流家族       | 出品人                             |                                                |
| 2002年   | 枕邊凶靈       | 出品人                             |                                                |
| 2002年   | 乾柴烈火       | 出品人                             | 古天樂、楊千嬅                                 |
| 2002年   | 9個女仔1隻鬼   | 出品人、故事                       | 陳冠希、Cookies                                |
| 2002年   | 手足情深       | 出品人、編劇                       |                                                |
| 2003年   | 百分百感覺2003 | 出品人                             |                                                |
| 2003年   | 非典人生       | 出品人                             |                                                |
| 2004年   | 墨斗先生       | 出品人                             | 陳小春                                         |
| 2004年   | 終極格鬥       | 出品人                             |                                                |
| 2004年   | 30分鐘戀愛     | 出品人                             |                                                |
| 2004年   | 生死速遞       | 出品人、編劇                       |                                                |
| 2004年   | 我的大舊父母   |                                    | 沈殿霞、曾志偉                                 |
| 2004年   | 失驚無神       | 出品人、監製                       |                                                |
| 2005年   | 七劍           | 出品人                             | 黎明、楊采妮                                   |
| 2006年   | 龍虎門         | 出品人、監製                       |                                                |
| 2007年   | 女人．本色     | 出品人、監製                       | 梁詠琪、李克勤                                 |
| 2007年   | 導火線         | 出品人                             | 甄子丹、古天樂、范冰冰、呂良偉、鄒兆龍         |
| 2007年   | 醒獅           | 出品人                             |                                                |
| 2008年   | 深海尋人       | 出品人                             | 李心潔、梁洛施、張震                           |
| 2008年   | 葉問           | 出品人、監製                       | 甄子丹、熊黛林、任達華、林家棟、樊少皇、黃又南 |
| 2009年   | 家有喜事2009   | 出品人、監製、執行監製、故事、編劇 | 黃百鳴、古天樂、鄭中基、吳君如                 |

#### 2010年代
| 年份     | 片名             | 職務               | 主演                                                                                         |
| 2010年代 |                  |                    |                                                                                              |
| 2010年   | 葉問2            | 出品人、監製       | 甄子丹、熊黛林、黃曉明、洪金寶、樊少皇、任達華                                               |
| 2010年   | 花田囍事2010     | 出品人、監製       | 古天樂、吳君如、鄭中基、熊黛林、林子聰、李香琴                                               |
| 2011年   | 最强囍事         | 出品人、監製       | 古天樂、杜汶澤、甄子丹、閆妮、熊黛林、劉嘉玲、張栢芝                                         |
| 2011年   | 開心魔法         | 出品人、監製       | 古天樂、吳尊、吳京、閆妮、吳千語                                                             |
| 2012年   | 八星抱喜         | 出品人、監製       | 甄子丹、杜汶澤、吳君如、陳慧琳、田蕊妮、吳千語、楊幂                                         |
| 2012年   | 男人如衣服       | 出品人、監製       | 熊黛林、鄭中基、毛舜筠、林峯、吳千語、海青                                                   |
| 2013年   | 百星酒店         | 出品人、監製       | 鄭中基、吳君如、毛舜筠、杜汶澤、葛民輝、詹瑞文                                               |
| 2015年   | 浮華宴           | 出品人、監製、演員 | 古天乐、張 翰、曾志伟、毛舜筠、林家栋、柳岩、周秀娜、吴千语                                  |
| 2017年   | 我們遇見松花湖   | 出品人、監製       | 姜潮、林家棟、陳靜、王梓軒、盛君                                                             |
| 2018年   | L風暴            | 出品人、監製       | 古天樂、張智霖、鄭嘉穎、鄧麗欣                                                               |
| 2018年   | 葉問外傳：張天志 | 出品人、監製       | 張晉、Dave Bautista、柳岩、楊紫瓊、Tony Jaa、元華、鄭嘉穎、周秀娜、釋彥能、譚耀文            |
| 2019年   | 家和萬事驚       | 出品人             | 吳鎮宇、古天樂、袁詠儀、張達明、林雪、吳肇軒、蔡頌思、鄭丹瑞、盧海鵬、雷深如、江美儀、麥長青 |
| 2019年   | P風暴            | 出品人             | 古天樂、鄭嘉穎、林峯、林家棟、周秀娜                                                         |
| 2019年   | 葉問4：完結篇    | 出品人、監製       | 甄子丹、吳樾、吳建豪、史考特·艾金斯、鄭則仕、陳國坤、敖嘉年、克里斯·柯林斯                   |

#### 2020年代
| 年份     | 片名               | 職務                     | 主演                                                                                         |
| 2020年代 |                    |                          |                                                                                              |
| 2020年   | 家有囍事2020       | 出品人、導演、編劇、監製 | 黃百鳴、張智霖、張繼聰、周秀娜、陳靜、譚耀文、栢天男                                         |
| 2021年   | 逃獄兄弟           | 出品人                   | 譚耀文、張繼聰、栢天男、張建聲、黃德斌、何佩瑜、翟凱泰、黃祥興、李影、鄒文正、伍詠薇、陳漢娜 |
| 2021年   | 逃獄兄弟2          | 出品人                   | 譚耀文、張繼聰、吳卓羲、栢天男、張建聲、黃德斌                                               |
| 2021年   | G風暴              | 出品人                   | 古天樂、張智霖、鄭嘉穎、宣萱、黃宗澤、謝天華                                                 |
| 2022年   | 逃獄兄弟3          | 出品人                   | 譚耀文、吳卓羲、張建聲、黃德斌                                                               |
| 2022年   | 焚身               | 出品人                   | 鄭嘉穎、陳靜、朱晨麗                                                                         |
| 2022年   | 一路瞳行           | 出品人                   | 惠英紅、吳千語、吳岱融、楊天宇、陳貝兒                                                       |
| 2022年   | 忽然心動           | 出品人                   | 江𤒹生、吳千語、栢天男、蘇皓兒、馬志威、湯洛雯、白只、陳欣妍                                 |
| 2023年   | 天龙八部之乔峰传   | 出品人                   | 甄子丹、陳鈺琪、劉雅瑟                                                                       |
| 2023年   | 女子監獄           | 出品人                   | 鍾欣潼、周秀娜、吳千語、吳家麗、陳瀅、李彩華                                                 |
| 2024年   | 反貪風暴之加密危機 | 出品人                   | 吳卓羲、馬志威、蘇皓兒、張建聲、吳家麗、栢天男、陳欣妍、朱晨麗、劉浩龍、黃祥興、鄒文正       |
| 2024年   | 誤判               | 監製                     | 甄子丹、張智霖、許冠文、吳鎮宇、張天賦、鄭則仕                                               |

## 粵語流行曲作品

### 填詞作品
- 1978年：徐小鳳《漩渦》（1978年香港電影《漩渦》主題曲）
- 1978年：徐小鳳《初相見》（1978年香港電影《漩渦》插曲）
- 1981年：泰迪羅賓《高歌Encore》（1981年香港電影《追女仔》主題曲）
- 1982年：譚詠麟《小生怕怕》（1982年香港電影《小生怕怕》主題曲）
- 1982年：譚詠麟《創造命運》（1982年香港電影《上天救命》主題曲）
- 1982年：葉麗儀《難兄難弟》（1982年香港電影《難兄難弟》主題曲）
- 1982年：葉麗儀《紙醉金迷》（1982年香港電影《難兄難弟》插曲）
- 1983年：譚詠麟《少爺威威》（1983年香港電影《少爺威威》主題曲）
- 1984年：杜麗莎《開心鬼》（1984年香港電影《開心鬼》主題曲）
- 1984年：譚詠麟《但願不改變》（原曲改編自蘇芮1983年單曲《一樣的月光》）
- 1985年：譚詠麟《恭喜發財》（1985年香港電影《恭喜發財》主題曲）
- 1985年：譚詠麟《我愛世界》（1985年香港電影《恭喜發財》插曲）
- 1985年：開心少女組（袁潔瑩、羅美薇、陳加玲、傅明憲）《開心鬼放暑假》（1985年香港電影《開心鬼放暑假》主題曲）
- 1985年：陳加玲《天真的愛情》（1985年香港電影《開心鬼放暑假》插曲）
- 1985年：陳加玲、鄧寄塵《理想》（1985年香港電影《開心鬼放暑假》插曲）
- 1985年：開心少女組（袁潔瑩、羅美薇、陳加玲、李麗珍、羅明珠、柏安妮）《開心樂園》（1985年香港電影《開心樂園》主題曲）
- 1985年：開心少女組（袁潔瑩、羅美薇、陳加玲、李麗珍、羅明珠、柏安妮）《古怪樂隊》（1985年香港電影《開心樂園》插曲）
- 1985年：開心少女組（袁潔瑩、羅美薇、陳加玲）《初戀情懷》
- 1986年：張國榮《讓我消失去》（1986年香港電影《英雄正傳》主題曲）
- 1986年：陳加玲《一彎明月》（1986年香港電影《開心鬼撞鬼》插曲）
- 1987年：許冠傑《橫財夢》（1987年香港電影《橫財三千萬》主題曲）
- 1988年：張學友《人人望放假》（1988年香港電影《八星報喜》主題曲）
- 1993年：許冠英《喜事齊來》（1993年香港電影《花田囍事》主題曲）
- 1997年：譚詠麟《醉街拍檔》（1997年香港電影《最佳拍檔之醉街拍檔》主題曲）
- 2008年：鍾鎮濤、南華足球隊、周麗淇、車婉婉、關心妍、謝文雅、余翠芝《時來運到》

### 曲作
- 1985年：陳加玲、黃百鳴《不管你是誰》
- 1986年：開心少女組（陳加玲、袁潔瑩、何佩兒、林穎嫺）《快樂歌》（1986年香港電影《開心鬼撞鬼》插曲）
- 1986年：何佩兒《只因我認真過》

### 包辦曲詞
- 1985年：袁潔瑩《良師頌》（1985年香港電影《開心鬼放暑假》插曲）
- 1985年：開心少女組（袁潔瑩、羅美薇、陳加玲、李麗珍、羅明珠、柏安妮）《步操曲》（1985年香港電影《開心樂園》插曲；與鄭惠泰合作填詞）
- 1985年：陳加玲《隔別兩方》

### 演唱作品
- 1983年：《有你伴我》（收錄於《反斗群星新藝城》合輯）
- 1983年：《十年人事》（收錄於《反斗群星新藝城》合輯）
- 1985年：《不管你是誰》（與陳加玲合唱）

## 節目嘉賓
- 1988年：零時話風情（第1集、無綫電視）
- 1990年：六星級攪攪震（亞洲電視）
- 1991年：iq遊樂場（第5集、無綫電視）
- 1992年：摩登小男人（無綫電視）
- 1993年：新舊歡如夢（第9集、無綫電視）
- 1993年：娛樂北斗星（第3集、無綫電視）
- 1995年：霑沾自喜三十年（無綫電視）
- 1996年：超級無敵獎門人（第12集、無綫電視）
- 1999年：公益金屋開心SHOW開心早午晚（第3集、無綫電視）
- 2009年：Home Sweet Home（第9集、nowTV）
- 2009年：星星同學會（第4集、無綫電視）
- 2009年：志雲飯局（第113及114集、無綫電視）
- 2009年：影.話.百年（第3集、香港電台）
- 2011年：開心魔法師黃金屋（香港寬頻bbTV）
- 2012年：高志森微博（亞洲電視）
- 2013年：May姐有請（第25集、無綫電視）
- 2014年：我不是明星（第2集、浙江衛視）
- 2015年：掌聲響起來（浙江衛視）
- 2015年：我不是明星（第1集、浙江衛視）
- 2015年：今晚睇李（第2集、無綫電視）
- 2017年：流行經典50強（第5集、無綫電視）
- 2019年：今日VIP（第438集、無綫電視）
- 2020年：流行經典50年（無綫電視）
- 2023年：阮兆輝演藝70樂今宵（無綫電視）

## 廣告
- 2013年：福源沉香茶
- 2015年至今：世霸潛能（Xyber Force）體驗館
- 2023年：Vimtox 提拉噴霧

## 外部連結
- 黃百鳴的Facebook專頁
- 黃百鳴的新浪微博
- 黃百鳴在香港影庫上的簡介